# Petit Calirou
Petit Calirou är en kulle i Schweiz. Den ligger i kantonen Neuchâtel, i den västra delen av landet, 60 km väster om huvudstaden Bern. Toppen på Petit Calirou är 1 154 meter över havet.